# 2e étape du Tour de France 2019
Pour un article plus général, voir Tour de France 2019.
La 2e étape du Tour de France 2019 se déroule le dimanche 7 juillet 2019 à Bruxelles, sur une distance de 27,6 kilomètres, sous forme d'un contre-la-montre par équipes.

## Parcours
Cette deuxième étape consiste en un contre-la-montre par équipes se déroulant entièrement en région bruxelloise. Le départ a lieu place des Palais devant le Palais royal, et le parcours se termine au pied de l'Atomium après un circuit passant par Woluwé-Saint-Pierre où Eddy Merckx (que ce Tour met à l'honneur à l'occasion du cinquantième anniversaire du premier de ses 111 maillots jaunes et du premier de ses cinq Tours remportés) a vécu toute son enfance.
Le circuit commence par une longue descente à peu près rectiligne (rue de la Loi, tunnel du Cinquantenaire, avenue de Tervueren) jusqu'au parc de Woluwe et au musée du Tram devant lequel un virage à droite est suivi d'un long plat (boulevard du Souverain) puis d'une montée non répertoriée menant à l'avenue Franklin Roosevelt. Après un passage par le bois de la Cambre, ce sont à nouveau les grands boulevards, en croisant (mais cette fois en surface) la première partie de l'itinéraire au rond-point Montgomery.
Il y a deux points de chronométrage intermédiaires, au bois de la Cambre et au niveau du boulevard Léopold III.

## Déroulement de la course
Comme c'est l'usage, les équipes partent à intervalles réguliers dans l'ordre inverse de leur position au classement général. C'est donc l'équipe Ineos, équipe favorite de ce Tour mais la moins bien classée à l'issue de la première étape, qui prend le départ en premier. Parmi les autres équipes, nombreuses sont celles qui parviendront presque à l'égaler (quatre autres équipes à moins de 10 secondes, cinq de plus à moins de 21 secondes), mais seule l'équipe Jumbo-Visma, partie en dernier, réussira à la détrôner, lui prenant non moins de 20 secondes au classement.
À l'issue de cette étape, tous les maillots distinctifs sont sur les épaules des Jumbo-Visma, à l'exception du maillot à pois dont on savait à l'avance que Greg Van Avermaet (CCC) ne risquait pas de le perdre.

## Résultats

### Classement de l'étape
| Classement de l'étape | Classement de l'étape | Classement de l'étape | Classement de l'étape |
|                       | Équipe                | Pays                  | Temps                 |
| --------------------- | --------------------- | --------------------- | --------------------- |
| 1re                   | Jumbo-Visma           | Pays-Bas              | en 28 min 57 s        |
| 2e                    | Ineos                 | Royaume-Uni           | + 20 s                |
| 3e                    | Deceuninck-Quick Step | Belgique              | + 21 s                |
| 4e                    | Sunweb                | Allemagne             | + 26 s                |
| 5e                    | Katusha-Alpecin       | Suisse                | + 26 s                |
| 6e                    | EF Education First    | États-Unis            | + 28 s                |
| 7e                    | CCC                   | Pologne               | + 31 s                |
| 8e                    | Groupama-FDJ          | France                | + 32 s                |
| 9e                    | Bahrain-Merida        | Bahreïn               | + 36 s                |
| 10e                   | Astana                | Kazakhstan            | + 41 s                |
| modifier              |                       |                       |                       |

### Classements aux points intermédiaires
| Classement intermédiaire no1 Bois de la Cambre (km 13,2) | Classement intermédiaire no1 Bois de la Cambre (km 13,2) | Classement intermédiaire no1 Bois de la Cambre (km 13,2) | Classement intermédiaire no1 Bois de la Cambre (km 13,2) |
|                                                          | Équipe                                                   | Pays                                                     | Temps                                                    |
| -------------------------------------------------------- | -------------------------------------------------------- | -------------------------------------------------------- | -------------------------------------------------------- |
| 1re                                                      | Jumbo-Visma                                              | Pays-Bas                                                 | en 13 min 45 s                                           |
| 2e                                                       | Katusha-Alpecin                                          | Suisse                                                   | + 11 s                                                   |
| 3e                                                       | Deceuninck-Quick Step                                    | Belgique                                                 | + 12 s                                                   |
| 4e                                                       | EF Education First                                       | États-Unis                                               | + 14 s                                                   |
| 5e                                                       | Ineos                                                    | Royaume-Uni                                              | + 14 s                                                   |
| 6e                                                       | Bahrain-Merida                                           | Bahreïn                                                  | + 16 s                                                   |
| 7e                                                       | Sunweb                                                   | Allemagne                                                | + 17 s                                                   |
| 8e                                                       | Mitchelton-Scott                                         | Australie                                                | + 17 s                                                   |
| 9e                                                       | CCC                                                      | Pologne                                                  | + 19 s                                                   |
| 10e                                                      | Groupama-FDJ                                             | France                                                   | + 22 s                                                   |
| modifier                                                 |                                                          |                                                          |                                                          |

| Classement intermédiaire no2 Schaerbeek - Boulevard Général Wahis (km 20,1) | Classement intermédiaire no2 Schaerbeek - Boulevard Général Wahis (km 20,1) | Classement intermédiaire no2 Schaerbeek - Boulevard Général Wahis (km 20,1) | Classement intermédiaire no2 Schaerbeek - Boulevard Général Wahis (km 20,1) |
|                                                                             | Équipe                                                                      | Pays                                                                        | Temps                                                                       |
| --------------------------------------------------------------------------- | --------------------------------------------------------------------------- | --------------------------------------------------------------------------- | --------------------------------------------------------------------------- |
| 1re                                                                         | Jumbo-Visma                                                                 | Pays-Bas                                                                    | en 20 min 55 s                                                              |
| 2e                                                                          | Katusha-Alpecin                                                             | Suisse                                                                      | + 14 s                                                                      |
| 3e                                                                          | Deceuninck-Quick Step                                                       | Belgique                                                                    | + 16 s                                                                      |
| 4e                                                                          | Ineos                                                                       | Royaume-Uni                                                                 | + 16 s                                                                      |
| 5e                                                                          | Groupama-FDJ                                                                | France                                                                      | + 23 s                                                                      |
| 6e                                                                          | EF Education First                                                          | États-Unis                                                                  | + 24 s                                                                      |
| 7e                                                                          | Sunweb                                                                      | Allemagne                                                                   | + 24 s                                                                      |
| 8e                                                                          | Bahrain-Merida                                                              | Bahreïn                                                                     | + 26 s                                                                      |
| 9e                                                                          | CCC                                                                         | Pologne                                                                     | + 29 s                                                                      |
| 10e                                                                         | Mitchelton-Scott                                                            | Australie                                                                   | + 32 s                                                                      |
| modifier                                                                    |                                                                             |                                                                             |                                                                             |

## Classements à l'issue de l'étape

### Classement général
| Classement général | Classement général | Classement général | Classement général    | Classement général |
|                    | Coureur            | Pays               | Équipe                | Temps              |
| ------------------ | ------------------ | ------------------ | --------------------- | ------------------ |
| 1er                | Mike Teunissen     | Pays-Bas           | Jumbo-Visma           | en 4 h 51 min 34 s |
| 2e                 | Wout van Aert      | Belgique           | Jumbo-Visma           | + 10 s             |
| 3e                 | Steven Kruijswijk  | Pays-Bas           | Jumbo-Visma           | + 10 s             |
| 4e                 | Tony Martin        | Allemagne          | Jumbo-Visma           | + 10 s             |
| 5e                 | George Bennett     | Nouvelle-Zélande   | Jumbo-Visma           | + 10 s             |
| 6e                 | Gianni Moscon      | Italie             | Ineos                 | + 30 s             |
| 7e                 | Egan Bernal        | Colombie           | Ineos                 | + 30 s             |
| 8e                 | Geraint Thomas     | Royaume-Uni        | Ineos                 | + 30 s             |
| 9e                 | Dylan van Baarle   | Pays-Bas           | Ineos                 | + 30 s             |
| 10e                | Elia Viviani       | Italie             | Deceuninck-Quick Step | + 31 s             |
| modifier           |                    |                    |                       |                    |

### Classement par points
| Classement par points | Classement par points | Classement par points | Classement par points | Classement par points |
| --------------------- | --------------------- | --------------------- | --------------------- | --------------------- |
|                       | Coureur               | Pays                  | Équipe                | Point(s)              |
| 1er                   | Mike Teunissen        | Pays-Bas              | Jumbo-Visma           | 50 points             |
| 2e                    | Peter Sagan           | Slovaquie             | Bora-Hansgrohe        | 50 pts                |
| 3e                    | Sonny Colbrelli       | Italie                | Bahrain-Merida        | 33 pts                |
| 4e                    | Michael Matthews      | Australie             | Sunweb                | 27 pts                |
| 5e                    | Matteo Trentin        | Italie                | Mitchelton-Scott      | 23 pts                |
| 6e                    | Greg Van Avermaet     | Belgique              | CCC                   | 21 pts                |
| 7e                    | Caleb Ewan            | Australie             | Lotto Soudal          | 20 pts                |
| 8e                    | Giacomo Nizzolo       | Italie                | Dimension Data        | 18 pts                |
| 9e                    | Oliver Naesen         | Belgique              | AG2R La Mondiale      | 10 pts                |
| 10e                   | Lukas Pöstlberger     | Autriche              | Bora-Hansgrohe        | 10 pts                |
| modifier              |                       |                       |                       |                       |

### Classement du meilleur jeune
| Classement général du meilleur jeune | Classement général du meilleur jeune | Classement général du meilleur jeune | Classement général du meilleur jeune | Classement général du meilleur jeune |
|                                      | Coureur                              | Pays                                 | Équipe                               | Temps                                |
| ------------------------------------ | ------------------------------------ | ------------------------------------ | ------------------------------------ | ------------------------------------ |
| 1er                                  | Wout van Aert                        | Belgique                             | Jumbo-Visma                          | en 4 h 51 min 44 s                   |
| 2e                                   | Gianni Moscon                        | Italie                               | Ineos                                | + 20 s                               |
| 3e                                   | Egan Bernal                          | Colombie                             | Ineos                                | + 20 s                               |
| 4e                                   | Kasper Asgreen                       | Danemark                             | Deceuninck-Quick Step                | + 21 s                               |
| 5e                                   | Enric Mas                            | Espagne                              | Deceuninck-Quick Step                | + 21 s                               |
| 6e                                   | Nils Politt                          | Allemagne                            | Katusha-Alpecin                      | + 26 s                               |
| 7e                                   | Lennard Kämna                        | Allemagne                            | Sunweb                               | + 26 s                               |
| 8e                                   | Mads Würtz                           | Danemark                             | Katusha-Alpecin                      | + 26 s                               |
| 9e                                   | Søren Kragh Andersen                 | Danemark                             | Sunweb                               | + 26 s                               |
| 10e                                  | David Gaudu                          | France                               | Groupama-FDJ                         | + 32 s                               |
| modifier                             |                                      |                                      |                                      |                                      |

### Classement du meilleur grimpeur
| Classement du meilleur grimpeur | Classement du meilleur grimpeur | Classement du meilleur grimpeur | Classement du meilleur grimpeur | Classement du meilleur grimpeur |
| ------------------------------- | ------------------------------- | ------------------------------- | ------------------------------- | ------------------------------- |
|                                 | Coureur                         | Pays                            | Équipe                          | Point(s)                        |
| 1er                             | Greg Van Avermaet               | Belgique                        | CCC                             | 2 points                        |
| 2e                              | Xandro Meurisse                 | Belgique                        | Wanty-Gobert                    | 2 pts                           |
| modifier                        |                                 |                                 |                                 |                                 |

### Classement par équipes
| Classement par équipes | Classement par équipes | Classement par équipes | Classement par équipes |
|                        | Équipe                 | Pays                   | Temps                  |
| ---------------------- | ---------------------- | ---------------------- | ---------------------- |
| 1re                    | Jumbo-Visma            | Pays-Bas               | en 15 h 4 min 9 s      |
| 2e                     | Ineos                  | Royaume-Uni            | + 1 min 20 s           |
| 3e                     | Deceuninck-Quick Step  | Belgique               | + 1 min 24 s           |
| 4e                     | Sunweb                 | Allemagne              | + 1 min 44 s           |
| 5e                     | Katusha-Alpecin        | Suisse                 | + 1 min 44 s           |
| 6e                     | EF Education First     | États-Unis             | + 1 min 52 s           |
| 7e                     | CCC                    | Pologne                | + 2 min 4 s            |
| 8e                     | Groupama-FDJ           | France                 | + 2 min 8 s            |
| 9e                     | Bahrain-Merida         | Bahreïn                | + 2 min 24 s           |
| 10e                    | Mitchelton-Scott       | Australie              | + 2 min 44 s           |
| modifier               |                        |                        |                        |

## Le maillot jaune historique du jour
Chaque jour, un maillot jaune différent est remis au leader du classement général, avec des imprimés rendant hommage à des coureurs ou à des symboles qui ont marqué l'histoire l'épreuve, à l'occasion du centième anniversaire du maillot jaune.
L’Atomium déjà à l’honneur pour le premier Grand Départ de Bruxelles en 1958 est mis à l'honneur en cette deuxième étape.